# Prievidza (stacja kolejowa)
Prievidza (słow. Železničná stanica Prievidza) – główna stacja kolejowa w Prievidzy, w kraju trenczyńskim, na Słowacji. Znajduje się na zachodnim skraju Starego Miasta, przy ulicy T. Vansovej.
Stanowi ważny regionalny węzeł komunikacyjny, w którym krzyżują się linie z Ponitrza i Turca oraz lokalna linia kolejowa ze stacji Nitrianske Pravno (regularne przewozy osób na linii do Nitrianskeho Pravna wstrzymano 07 grudnia 2012).
Dla przewozów towarowych od miejscowości Nováky i Handlová służy łącznik Chrenovecká, który omija na południe od centrum miasta i dworca kolejowego. 

## Linie kolejowe
- 140 Nowe Zamki – Prievidza
- 144 Prievidza – Nitrianske Pravno
- 145 Prievidza – Horná Štubňa